# Єньків
Єнькі́в — село в Україні, у Іванівській сільській громаді Чернігівського району Чернігівської області. До 2020 підпорядковане Пісківській сільській раді.

## Географія
Село розташоване за чотири кілометри від чернігівського пішохідного мосту через річку Десну. До найближчого села Підгірне 2 км ґрунтовою дорогою.

## Історія

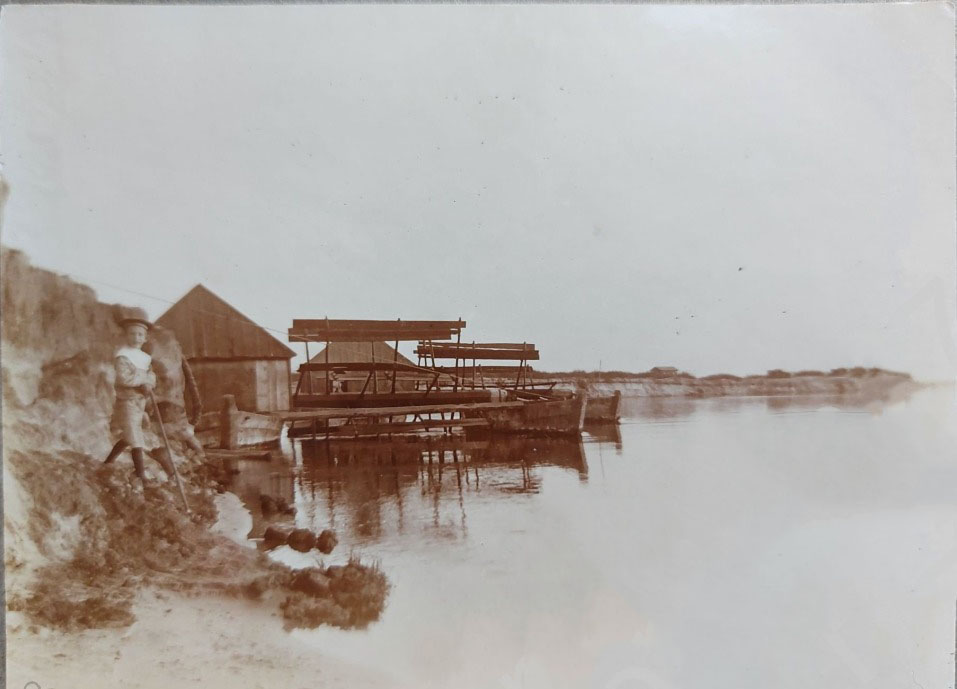
Початок ХХ-го століття. Плавучий водяний млин. Був на лівому березі р. Десни біля Єньківа Хутора, трохи вище від "Золотого берега". Проіснував до другої половини 1950-х років. Такі млини вперше згадуються ще у ХVІ столітті, широку розповсюдженність наберуть в середині ХІХ століття. Коли на річках стане багато пароплавів, то місця їх встановлення та роботу обмежать.

Назва села походить від прізвища засновника, чернігівського міщанина Михайла Єнки (нар. 1710 р.) — бурмістра чернігівського в 1749—1774 рр. та чернігівського голови в 1766 р.
Вперше згадується в «Описании Черниговского наместничества» 1781 р. Д. Пащенка: «Хуторъ умершаго мѣщанина черниговскаго Михайла Енкы, отъ Чернигова в 5-ти верстахъ, лежитъ при рѣкѣ Деснѣ, въ немъ подсуседческая 1 хата»
Біля села знаходяться 6 поселень:
- Поселення «Єньків хутір-1» (Могилки) 2 тис. до н. е.
- Поселення «Єньків хутір-2» 2 тис. до н. е.
- Поселення «Єньків хутір-3» (Піщанка) 2 тис. до н. е.
- Поселення «Єньків хутір-4» XII—XIII ст. н. е.
- Поселення «Єньків хутір-5» сер. 1 тис. н. е.
- Поселення «Єньків-Заплава-1» 2 тис. до н. е.

Село вимирає. Станом на 2016 рік житловий фонд становить 6 хат, мешканці — пенсіонери. Село не газифіковане, дороги тільки ґрунтові. Кілька хат використовуються як літні дачі. Близько третини хат уже покинуті.
12 червня 2020 року, відповідно до розпорядження Кабінету Міністрів України № 730-р «Про визначення адміністративних центрів та затвердження територій територіальних громад Чернігівської області», увійшло до складу Іванівської сільської громади.
17 липня 2020 року, в результаті адміністративно - територіальної реформи та ліквідації колишнього Чернігівського району, село увійшло до складу новоутвореного Чернігівського району Чернігівської області.
Загибель волонтерів під час російського вторгнення в Україну.

## Галерея

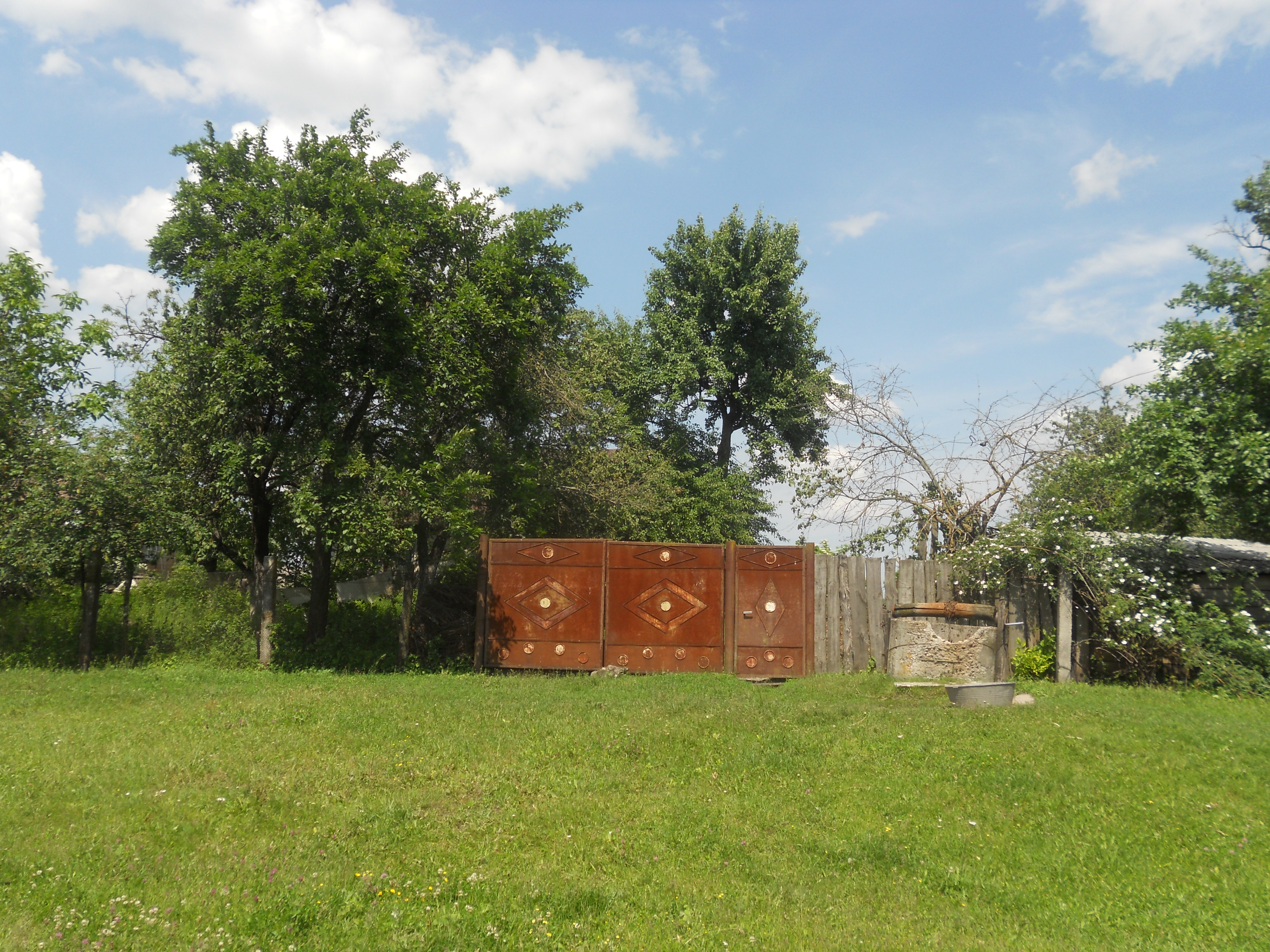
Житловий будинок
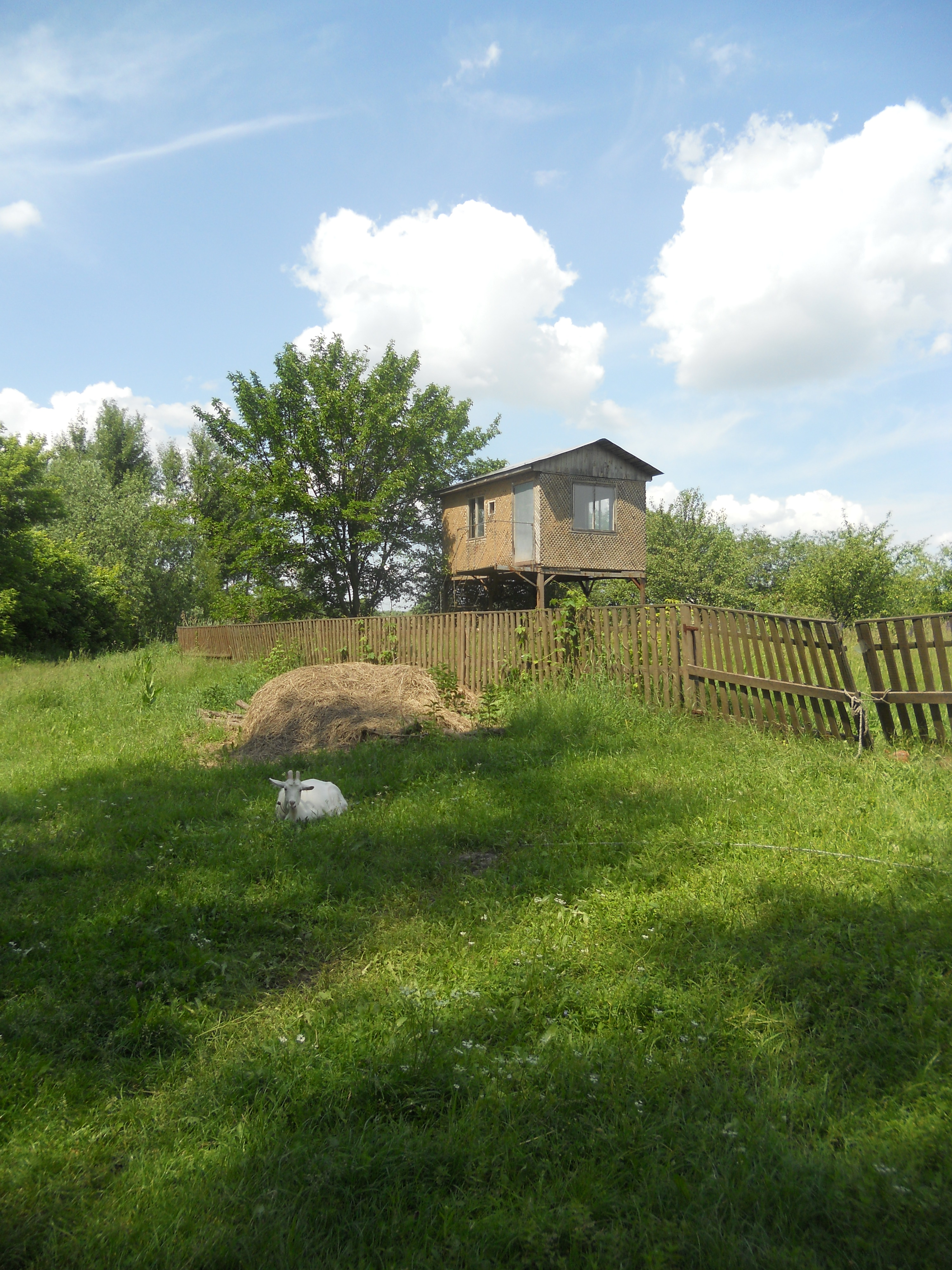
Хата на палях
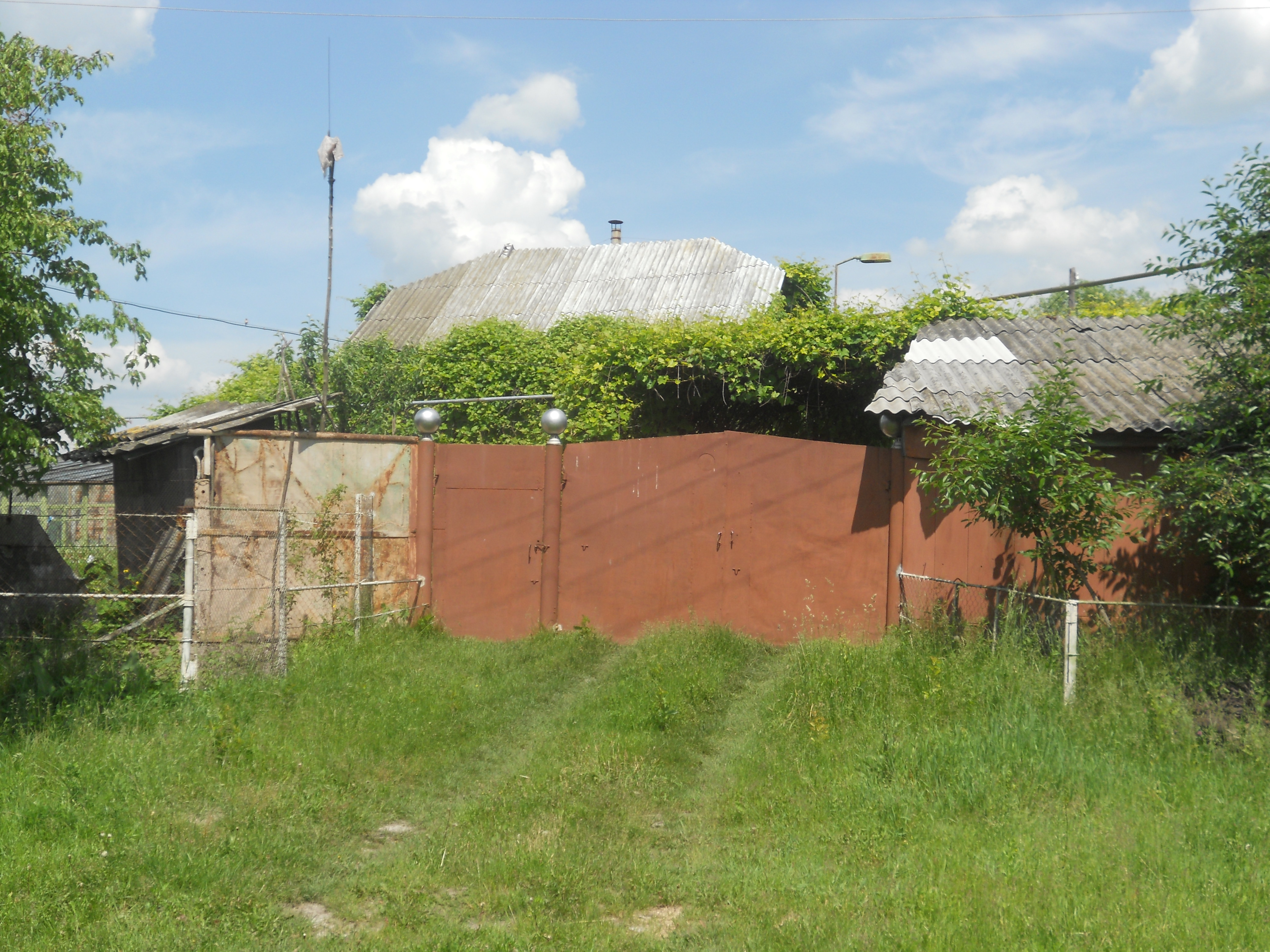
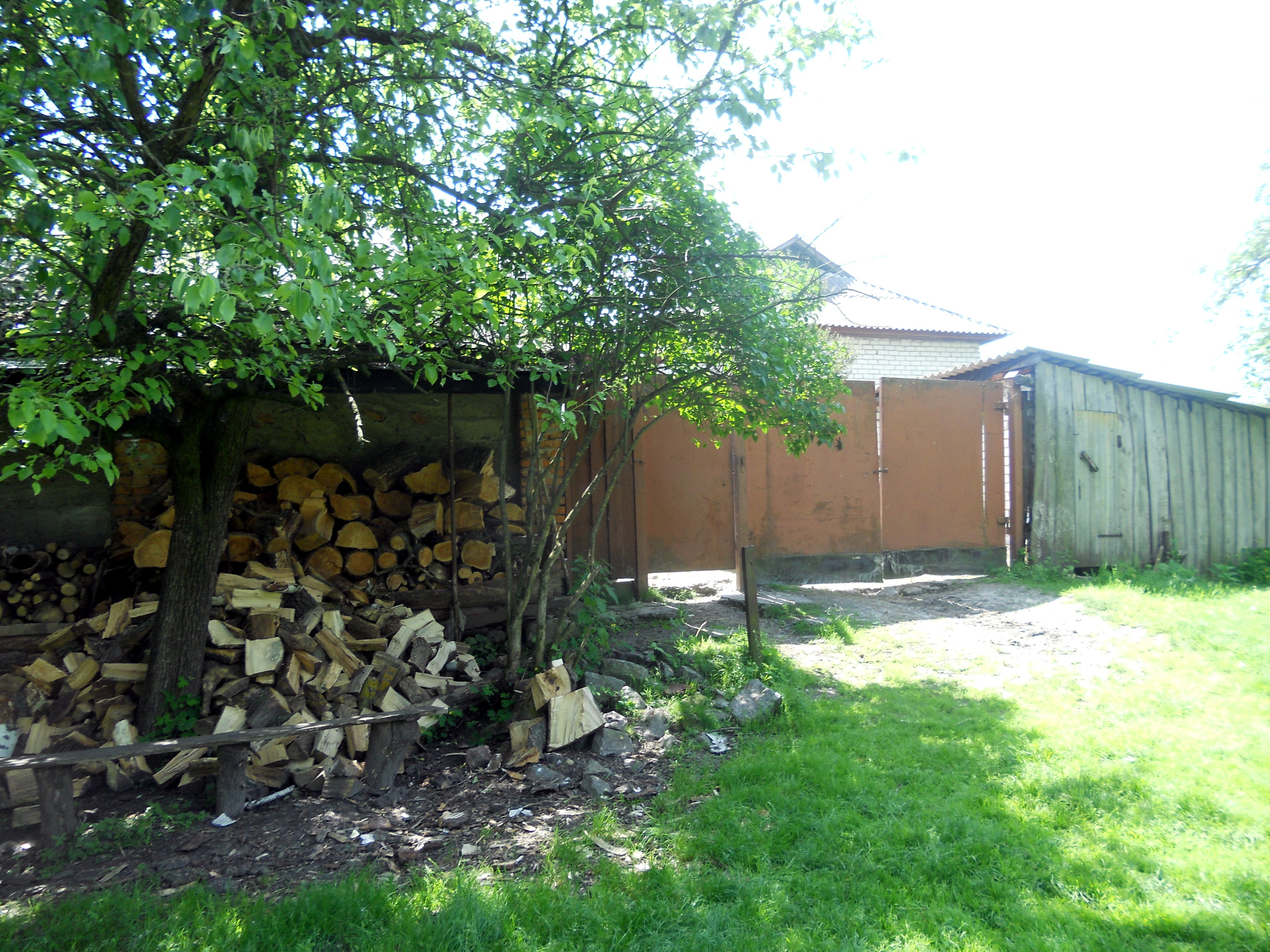
Дрова під навісом перед двором
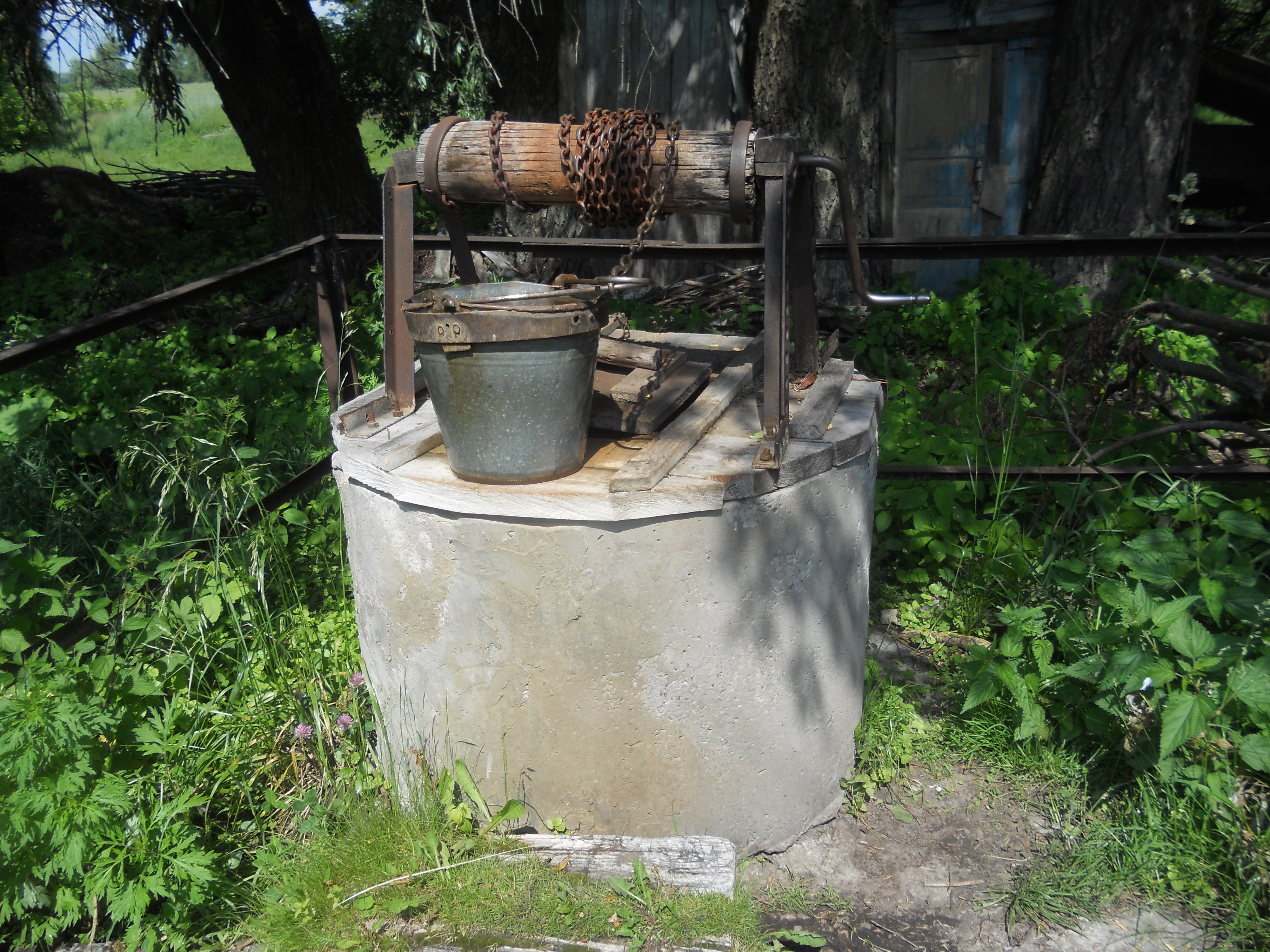
Криниця
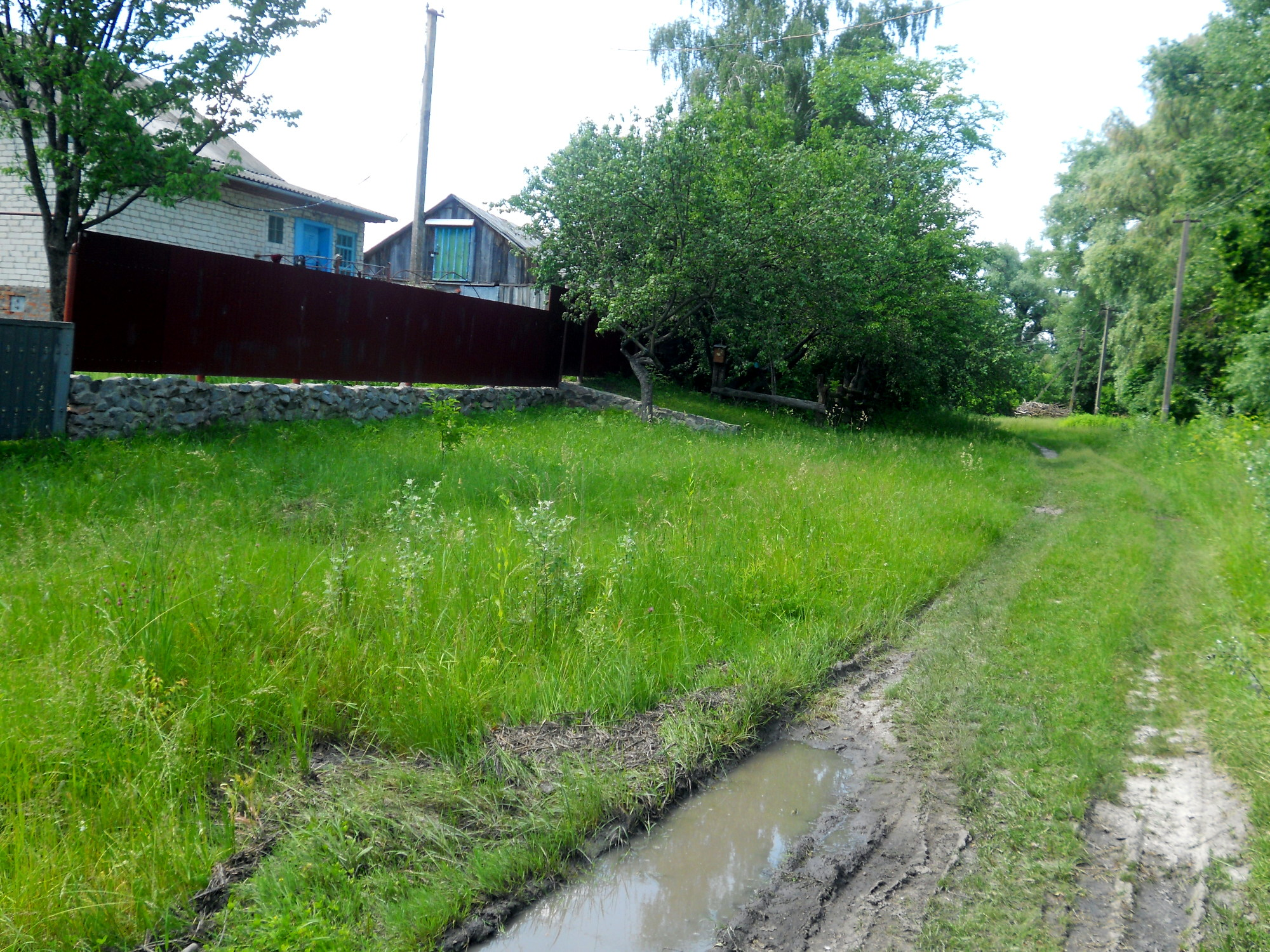
типова вулиця із калюжами
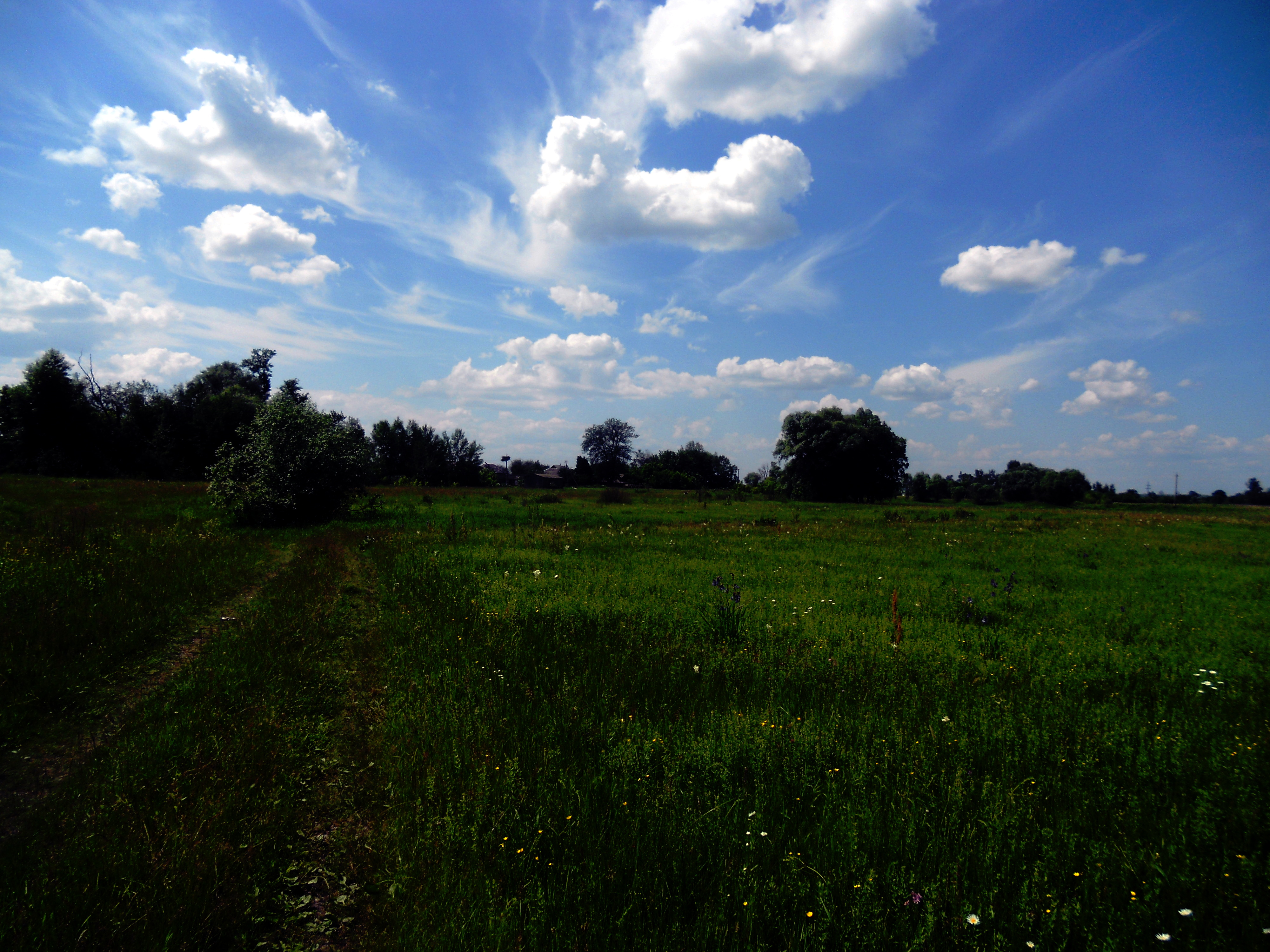
краєвид за селом
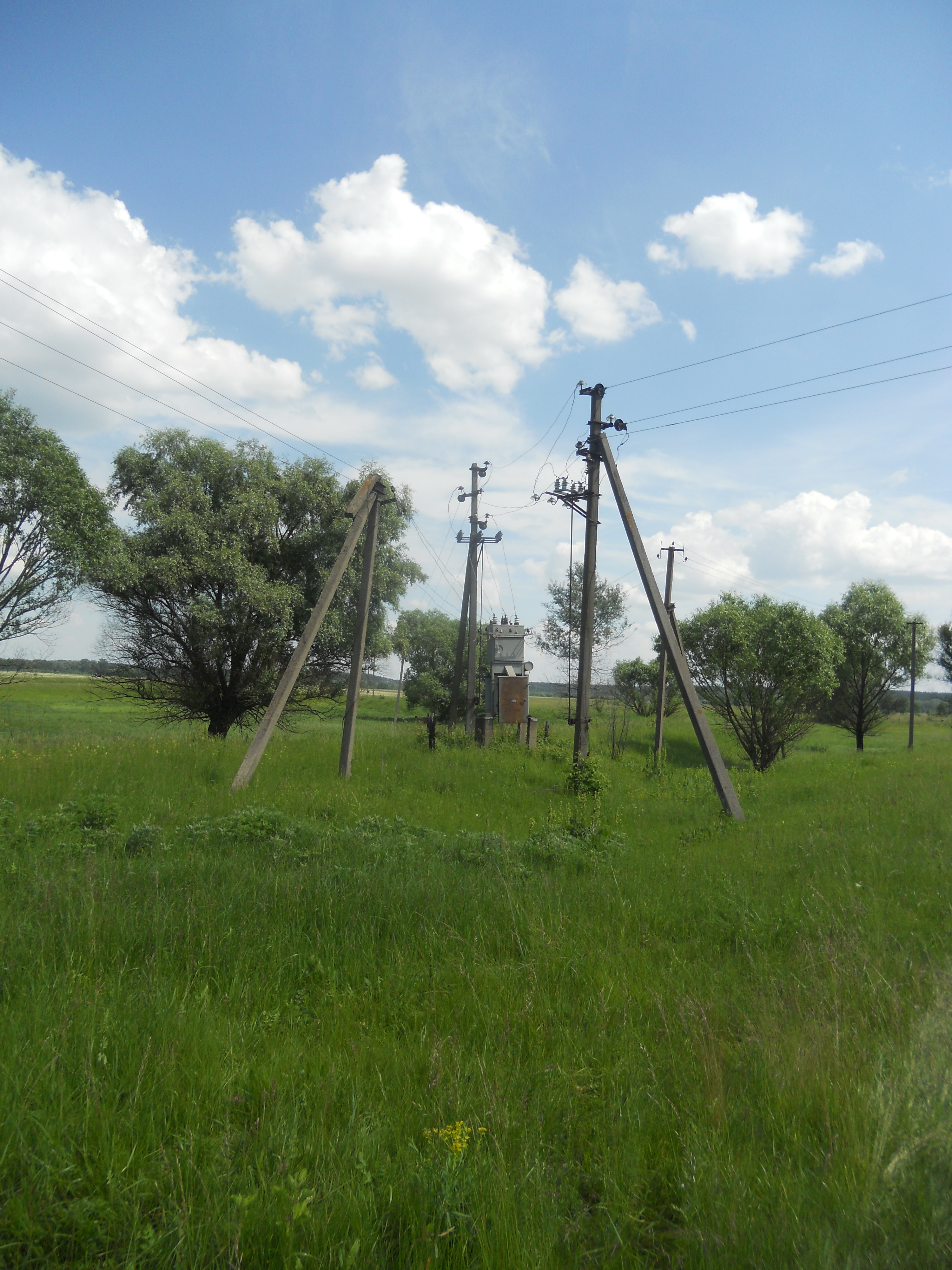
трансформатор